# 井上義夫
井上 義夫（いのうえ よしお、1946年9月 - ）は、日本の文芸評論家、イギリス文学研究者、翻訳家。一橋大学名誉教授。和辻哲郎文化賞受賞。

## 人物
徳島県生まれ。徳島県立城南高等学校を経て、1969年一橋大学経済学部卒業、1974年一橋大学大学院社会学研究科博士課程中退。指導教官は増谷外世嗣。同年相模女子大学短期大学部専任講師、1976年助教授、1980年一橋大学法学部助教授、1983年から1985年ケンブリッジ大学客員研究員、1990年一橋大学教授、1998年から1999年、2000年から2002年評議員、2000年言語社会研究科長、2003年から2004年にウィーン大学客員教授。2010年一橋大学名誉教授、一橋大学大学院言語社会研究科特任教授、テクスト研究学会会長。
大著『評伝D・H・ロレンス』3部作で、1995年に和辻哲郎文化賞を受賞し、2003年同書で一橋大学学術博士。
2025年4月に瑞宝中綬章を受章。

## 著書
- 『ロレンス 存在の闇』（小沢書店） 1983、新装版 1994
- 『評伝 D.H.ロレンス』（小沢書店） 1992 - 1994
第1部 薄明のロレンス、第2部 新しき天と地、第3部 地霊の旅
- 『村上春樹と日本の「記憶」』（新潮社） 1999.7
- 『ロレンス游歴[4]』（みすず書房） 2013.1

### 翻訳
- 『コンラッド短編集』（コンラッド、ちくま文庫） 2010.1
- 『ロレンス短篇集』（ロレンス、ちくま文庫） 2010.11
- 『ヴェネツィアの石』（ジョン・ラスキン、編訳、みすず書房） 2019.3
- 『E・M・フォースター短編集』（E・M・フォースター、ちくま文庫） 2022.6
- 『フィレンツェの朝』（ジョン・ラスキン、編訳、みすず書房） 2023.9